# Leandro Lucchetti
Leandro Lucchetti (* 22. Februar 1944 in Triest) ist ein italienischer Filmregisseur und Drehbuchautor.

## Leben
Lucchetti arbeitete als Drehbuchautor und Regieassistent, oftmals ungenannt, seit Beginn der 1970er Jahre und debütierte 1983 als Regisseur des mit Hilfe des Artikels 28 des Kinogesetzes entstandenen Maledetta Euridice, der nicht in den regulären Verleih gelangte. Die ab 1987 entstandenen Filme Lucchettis sind dann strikte Kommerzprodukte, die zwar handwerklich routinierte, aber inhaltlich nur plagiierende Werke darstellen. Für seinen Frauengefängnisfilm Caged Women schrieb er auch die Filmmusik. Gelegentlich arbeitete er für das Fernsehen; seine letzte Arbeit erschien 1994.
Ein Pseudonym Lucchettis ist Henry L. Ackerman.

## Filmografie (Auswahl)
- 1983: Maldetta Euridice
- 1987: Söldner der Apokalypse (Apocalypse Mercenaries) (als John R. Dowson)
- 1988: Die Spur des Schlitzers (La vendetta (Getting Even))
- 1989: Snake House (Bloody Psycho)
- 1991: Caged Women (Caged – Le belve umane) (auch Filmmusik)